# 이송영
이송영(1979년 1월 17일 ~ )은 한화 이글스의 전 야구 선수이며 前 서산시 리틀야구단의 감독이다.

## 출신 학교
- 경동고등학교
- 영남대학교

## 같이 보기
- 2001년 한화 이글스 시즌